# Johann Friedrich Dücker

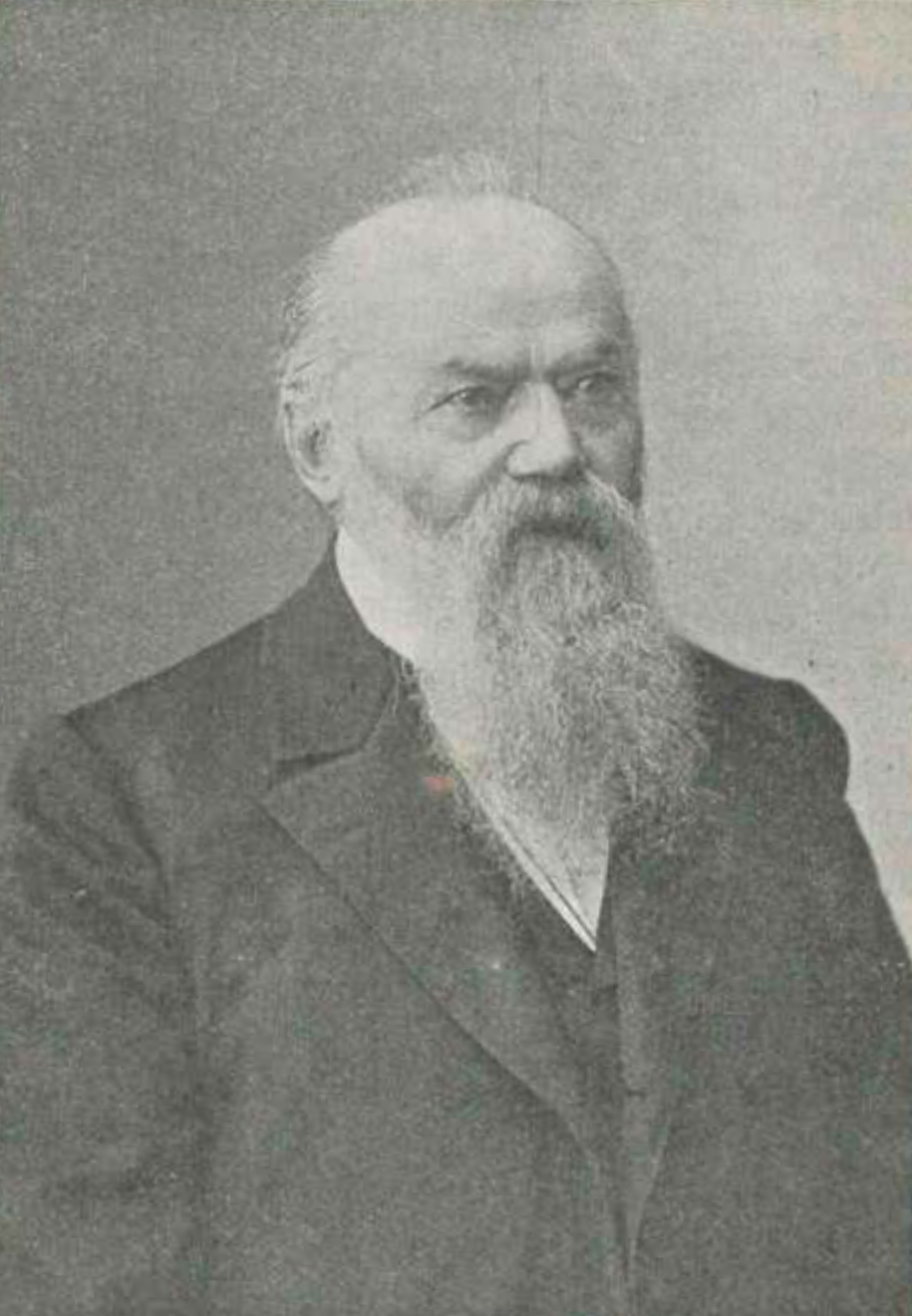
Johann Friedrich Dücker, um 1911

Johann Friedrich Dücker (* 29. September 1826 in Averlak; † 22. April 1917 in Altona) war ein deutscher Lehrer und Schriftsteller. 

## Leben und Wirken
Johann Friedrich Dücker war ein Sohn des Averlaker Bauern und Kaufmanns Johann Dücker († 1859) und dessen Ehefrau Abel Margret, geborene Sierau († 1865) aus Marne. Er hatte fünf Geschwister, mit denen er in Averlak groß wurde. Er besuchte eine Dorfschule und musste aufgrund einer chronischen Hüftkrankheit wiederholt länger dem Unterricht fernbleiben. Zu Hause übernahm er für den Vater, der nicht schreiben konnte, die Buchhaltung und Korrespondenz.
Nach der Konfirmation erhielt Dücker ein halbes Jahr Privatunterricht bei einem angehenden Theologen. Im Alter von 16 Jahren nahm er eine drei Jahre dauernde Beschäftigung als Schulgehilfe an der einklassigen Dorfschule von Büttel an. Ab dem Herbst lernte er am Lehrerseminar von Segeberg. Bei Ausbruch der Schleswig-Holsteinischen Erhebung bot er sich gemeinsam mit weiteren Seminaristen aus Segeberg als Freischärler an. Nach dem Waffenstillstand von Malmö ging er erneut nach Segeberg und bestand dort im September die Examensprüfung.
Anfang 1849 trat Dücker in die Schleswig-Holsteinische Armee ein. Er kämpfte unter anderem bei dem Gefecht bei Kolding und Fredericia. Im Juli 1849 nahmen ihn bei Fredericia dänische Soldaten gefangen. Er kam einen Monat später frei und ging erneut nach Segeberg. Hier war kurz zuvor die Stelle des Lehrers der Mittelklasse der Seminarübungsschule vakant geworden. Der Magistrat der Stadt und die Direktion des Seminars setzten sich für Dückers Entlassung aus dem Militärdienst ein. Im November 1849 erhielt er die Stelle. Er bewarb sich danach oft erfolglos um eine besser bezahlte Stelle. 1854 ging er als Lehrer nach Kesdorf und lehrte auch an der privaten höheren Bauernschule in Woltersmühlen. Am 20. Mai 1854 heiratete er Friedericke Rath (begraben am 20. Mai 1896 in Altona) aus Plön. Das Ehepaar hatte zwei Töchter und drei Söhne.
1859 wechselte Dücker als Lehrer an die Obermädchenschule in Neustadt in Holstein. Ab ungefähr 1859 publizierte er für den Schulgebrauch und über pädagogische Fragestellungen und organisierte den Lehrerstand. 1859 veröffentlichte er die „Aufgaben zu mündlichen und schriftlichen Sprachübungen in niederdeutschen Schulen“. Dieses Werk wurde über mehrere Jahrzehnte an zahlreichen Schulen genutzt und erschien in mehr als zehn Auflagen. Das „Erste Sprachbuch“ aus dem Jahr 1866 wurde mehr als zwanzig Mal aufgelegt. Seine „Bilder aus der Schleswig-Holsteinischen Geschichte“ erschienen erstmals 1860. Es handelte sich um ein historisches Lesebuch, dass bis 1906 Neuauflagen erlebte.
Im Juni 1868 wechselte Dücker als Zweiter Lehrer an die mittlere Bürgerschule für Knaben in Altona. Im Februar 1876 wurde er zum Ersten Lehrer ernannt. Im selben Jahr bestand er das Rektorenexamen und wechselte als Rektor an die Altonaer Mittelschule für Mädchen, wo er bis 1906 blieb.
Ab 1861 beteiligte sich Dücker als Vorstandsmitglied bei der Arbeit des Allgemeinen Holsteinischen Lehrervereins. Im Juni 1863 übernahm er die Leitung der holsteinischen Lehrerversammlung in Preetz, im Folgejahr die der Allgemeinen Schleswig-Holsteinischen Lehrerversammlung in Heide. Hier sprach er sich dafür aus, die Volksschule basierend auf den Ansätzen Pestalozzis zu reformieren, das Ausbildungsniveau der Lehrer anzuheben und Volksschullehrer angemessen zu bezahlen.
Neben der Arbeit als Rektor engagierte sich Dücker bis ins hohe Alter ehrenamtlich. Von 1869 bis 1894 arbeitete er als Kurator der Schleswig-Holsteinischen Lehrerwitwen- und Waisenkasse, von 1870 bis 1876 als Direktor des Pädagogischen Vereins in Altona und von 1874 bis Lebensende als Aufsichtsratsvorsitzender des Altonaer Kreditvereins. Ab 1883 übernahm er die Rechnungsführung der Saßstiftung.

## Politische Einstellung
Dücker war ein deutschgesinnter Schleswig-Holsteiner mit republikanischen Tendenzen. Aus diesem Grund kämpfte er bei der Schleswig-Holsteinischen Erhebung und zeigte sich so auch 1864. Am 30. Januar dieses Jahres reiste er widerwillig mit einer Abordnung der Lehrerschaft nach Kiel, um Friedrich VIII. von Schleswig-Holstein zu huldigen. Später akzeptierte er den Ausgang der Schleswig-Holstein-Frage und verehrte Bismarck, trat jedoch in die oppositionelle Deutsche Fortschrittspartei ein. Über die „Allgemeinen Bestimmungen für die Lehrerbildung und für den Unterricht an den Volks- und Mittelschulen in Preußen“ vom 15. Oktober 1872 zeigte er sich enttäuscht. Insbesondere bzgl. der Lehrerausbildung enthielt sie nicht die gewünschten Verbesserungen und wurde von Lehrern oft kritisiert.
1913 ließ Dücker einer Bismarckstiftung die große Summe von 2000 Reichsmark zukommen. Zwischen 1879 und 1913 schrieb er mehrere politische Gedichte und Festspiele für den Schulgebrauch. Dabei lobte er immer wieder Bismarcks Reichsgründung, in der aus seiner Sicht die Vorstellungen Schleswig-Holsteins nach Einheit ohne Fremdherrschaft realisiert worden war. Antipreußische Ressentiments kritisierte er. Er sah im Deutschen Reich eine größere Heimat für Schleswig-Holsteiner und trat für ein gesteigertes Heimatgefühl ein. Dieses sollte zwischen den gegensätzlichen Interessen von Einzelpersonen und gesellschaftlichen Gruppen vermitteln. In seinen Schriften hob er immer das pädagogische oder volkserzieherische Ziel hervor.